# Kapel Mariënkroon
De Kapel Mariënkroon is een kapel in Nieuwkuijk in de gemeente Heusden in de Nederlandse provincie Noord-Brabant. De kapel ligt aan de Abdijlaan en is onderdeel van de abdij Mariënkroon.

## Geschiedenis
In 1903 werd Kasteel Onsenoort door de Cisterciënzers gekocht om er een abdij te vestigen. Deze abdij krijgt in 1936 de naam "Mariënkroon".
In 1906 vond de consecratie plaats van de nieuwe kapel.
In november 2017 overleed de laatste cisterciënzer monnik.

## Opbouw
De kapel bevindt zich tussen de kasteeltoren en het hoofdgebouw van de abdij in. Het kapelgebouw heeft een plat dak met daaronder een gang met kruisribgewelven en de eigenlijke kapel en is gebouwd naar het ontwerp van architect J. Dony. De gang ligt meer aan de zuidzijde in dat gebouw en verbindt het hoofdgebouw van de abdij met de toren. Aan de noordzijde van dat gebouw ligt de kapel zelf. In de noordgevel heeft de kapel rondboogvensters met glas in lood, de zuidgevel heeft rechthoekige vensters. De kapel zelf bestaat uit twee delen. Aan het westelijke uiteinde heeft de kapel een laag horizontaal cassetteplafond met daar bovenop het orgel. In de rest van de kapel heeft het een tongewelf met cassetten en stucornamenten.